# حمید اصلانی
حمید اصلانی (زادهٔ ۱۳۳۷ تهران) سرتیپ سپاه پاسداران انقلاب اسلامی است، که هم‌اکنون به‌عنوان رئیس مرکز حراست مجلس شورای اسلامی فعالیت می‌کند.
وی فعالیت نظامی را در خلال جنگ ایران و عراق در سپاه پاسداران آغاز کرد و مراتب فرماندهی را در لشکر ۳۱ عاشورا و تیپ ۳۸ مکانیزه ذوالفقار طی نمود. او پس از جنگ تا دهه ۱۳۸۰ در جایگاه‌هایی چون معاون طرح و برنامه همچنین معاون هماهنگ‌کننده نیروی زمینی سپاه پاسداران فعالیت نمود.
اصلانی در فاصله سال‌های ۱۳۸۷ تا ۱۳۹۶ معاون اجرایی فرمانده کل سپاه پاسداران بود، از ۱۳۹۶ تا ۱۳۹۹ ریاست مرکز اسناد و تحقیقات دفاع مقدس را برعهده داشت و از خرداد تا آبان ۱۳۹۹ معاون اجرایی مجلس شورای اسلامی بود.